# Parafia Matki Bożej Częstochowskiej i św. Floriana w Kiczorze Nieledwi
Parafia Matki Bożej Częstochowskiej i Świętego Floriana w Kiczorze Nieledwi – rzymskokatolicka Parafia znajdująca się w Kiczorze i Nieledwi. Należy do dekanatu Milówka diecezji bielsko-żywieckiej. Jest współtworzony przez dwa kościoły: pw. Matki Bożej Częstochowskiej w Nieledwi oraz pw. św. Floriana w Soli-Kiczorze. Plebania mieści się w Nieledwi. Ośrodek duszpasterski ustanowiony został przez biskupa diecezji Tadeusza Rakoczego w 1996. Jako parafia - erygowana 22 października 2012 dekretem biskupa Tadeusza Rakoczego.